# 曼陀罗萜二醇
曼陀罗萜二醇是一种齐墩果烷型五环三萜化合物，化学式为C30H50O2，存在于曼陀罗（D. stramonium）、毛曼陀罗（D. innoxia）等茄科曼陀罗属（Datura）植物和油桐（Vernicia fordii）等植物中。